# Chamaeanthus wenzelii
Chamaeanthus wenzelii är en orkidéart som beskrevs av Oakes Ames. Chamaeanthus wenzelii ingår i släktet Chamaeanthus och familjen orkidéer. Inga underarter finns listade i Catalogue of Life.